# Кекова
Кекова (тур. Kekova) — острів біля південного узбережжя Туреччини, поруч з районом в турецькій провінції Демре.

## Географія
Острів Кекова є найбільшим турецьким островом в Середземному морі, поруч з містом Каш.
Площа острова сягає 4,5 км². З 1850 року на острові немає постійного населення, окрім чорних кіз.
Кекова адміністративно належить до однойменного округу площею 260 км², куди також входять села Калекей (в минулому антична Сімена) та Учагіз (в минулому антична Теймусса). Окрім руїн Сімени та Теймусса на території округу Кекова розташовані руїни античних міст Аперлаї та Доліхісте.

## Історія
Люди населяли острів Кекова з ранніх часів. Місто було засноване лікійцями за тисячу років до нашої ери.
На північному боці острова знаходяться руїни зруйнованого землетрусом у II столітті н. е. античного міста Доліхісте, що частково пішли під воду. Дно опустилося на кілька метрів, і узбережжя міста пішло під воду. Так виник острів Кекова. Внаслідок стихійного лиха міські споруди частково пішли під воду, і острів став безлюдним.
Згодом острів належав Візантії, зазнавав нападів арабів. У XIII столітті був завойований турками. Коли територію захопили османи, поряд з островом, на материку з'явилося кілька сіл.
Після Першої світової війни коли Італія захопила сусідній острів Кастелорізо, Кекова тривалий час був спірною територією між Італією та Туреччиною. У цей період тут мешкали люди, які займалися вирубуванням дерев.
У 1932 році за Конвенцією між Італією та Туреччиною острів Кекова повністю відійшов під владу Туреччини.
У 1990 році сам острів Кекова і велика за площею акваторія навколо нього були оголошені закритою зоною. Місця, які межують із селами Учагіз та Калекеєм, а також чотири стародавні міста — Доліхісте, Аперлаї, Сімена та Теймусса — спочатку повністю закрили для дайвінгу та відвідувань, а пізніше ця заборона була частково знята.

## Галерея
|                                       |
| Історична карта Кекова від Пірі-реїса |

|                                          |
| Руїни під водою на березі острова Кекова |

|                               |
| Острів Кекова та село Калекей |

|                                                 |
| Супутниковий знімок Демре, Туреччина, 2013 року |